# Minuartia pseudosaxifraga
Minuartia pseudosaxifraga là loài thực vật có hoa thuộc họ Cẩm chướng. Loài này được (Mattf.) Greuter & Burdet mô tả khoa học đầu tiên năm 1982.